# محوطه قاسم‌آباد بی‌بی دوست
محوطه قاسم‌آباد بی بی دوست مربوط به سدهٔ ۶ و ۷ ه.ق است و در شهرستان زابل، بخش شیب آب، روستای دهمرده واقع شده و این اثر در تاریخ ۷ مهر ۱۳۸۱ با شمارهٔ ثبت ۶۴۸۴ به‌عنوان یکی از آثار ملی ایران به ثبت رسیده است.